# Miturga australiensis
Espèce
Synonymes
- Liocranum australiense L. Koch, 1873
- Medmassa australiensis (L. Koch, 1873)

Miturga australiensis est une espèce d'araignées aranéomorphes de la famille des Miturgidae.

## Distribution
Cette espèce est endémique de Nouvelle-Galles du Sud en Australie.

## Étymologie
Son nom d'espèce, composé de australi[e] et du suffixe latin -ensis, « qui vit dans, qui habite », lui a été donné en référence au lieu de sa découverte, l'Australie.

## Publication originale
- L. Koch, 1873 : Die Arachniden Australiens. Nürnberg, vol. 1, p. 369-472 (texte intégral).